# Valencia Club de Fútbol 1999-2000
Questa voce raccoglie le informazioni riguardanti il Valencia Club de Fútbol nelle competizioni ufficiali della stagione 1999-2000.

## Stagione
Sotto la guida del nuovo tecnico argentino, i pipistrelli inizialmente partono col piede sbagliato in campionato, collezionando quattro sconfitte nelle prime quattro giornate, ma successivamente si ristabiliscono con numerose vittorie che li portano nelle posizioni di vertice alla fine del girone di andata. La situazione rimane pressoché invariata anche nel girone di ritorno, con il Valencia che non riesce a tenere i ritmi del Deportivo La Coruña (a fine stagione campione di Spagna per la prima e unica volta nella sua storia) e si gioca il secondo posto con il Barcellona e il Real Saragozza, arrivando alla fine terzo a pari punti con i Blaugrana secondi per gli scontri diretti. La seconda qualificazione consecutiva alla Champions League arriva alla penultima giornata.

## Maglie e sponsor
| Casa |  | Trasferta |  | Terza divisa |

## Rosa
| N. |                       | Ruolo | Calciatore               |
| -- | --------------------- | ----- | ------------------------ |
| 1  | Spagna (bandiera)     | P     | Santiago Cañizares       |
| 2  | Argentina (bandiera)  | D     | Mauricio Pellegrino      |
| 3  | Svezia (bandiera)     | D     | Joachim Björklund        |
| 4  | Spagna (bandiera)     | D     | Francisco José Camarasa  |
| 5  | Jugoslavia (bandiera) | D     | Miroslav Djukić          |
| 6  | Spagna (bandiera)     | C     | Gaizka Mendieta          |
| 7  | Argentina (bandiera)  | A     | Claudio López            |
| 8  | Spagna (bandiera)     | C     | Francisco Javier Farinós |
| 9  | Spagna (bandiera)     | A     | Óscar García             |
| 10 | Spagna (bandiera)     | A     | Miguel Ángel Angulo      |
| 11 | Romania (bandiera)    | A     | Adrian Ilie              |
| 12 | Spagna (bandiera)     | D     | Miguel Ángel Soria       |
| 13 | Spagna (bandiera)     | P     | Jorge Bartual            |
| 14 | Spagna (bandiera)     | C     | Gerard López             |

| N. |                       | Ruolo | Calciatore             |
| -- | --------------------- | ----- | ---------------------- |
| 15 | Italia (bandiera)     | D     | Amedeo Carboni         |
| 16 | Francia (bandiera)    | D     | Alain Roche            |
| 17 | Spagna (bandiera)     | A     | Juan Sánchez           |
| 18 | Argentina (bandiera)  | C     | Kily González          |
| 19 | Croazia (bandiera)    | A     | Goran Vlaović          |
| 20 | Francia (bandiera)    | D     | Jocelyn Angloma        |
| 21 | Spagna (bandiera)     | C     | Luis Milla             |
| 22 | Spagna (bandiera)     | C     | Gerardo García         |
| 22 | Romania (bandiera)    | C     | Dennis Serban          |
| 23 | Spagna (bandiera)     | C     | David Albelda          |
| 24 | Argentina (bandiera)  | D     | Daniel Fagiani         |
| 25 | Spagna (bandiera)     | P     | Andrés Palop           |
| 27 | Spagna (bandiera)     | D     | Javi Navarro           |
| 32 | Portogallo (bandiera) | A     | Sergio Miranda Caseiro |

## Risultati

### Primera División

#### Girone di andata
| Arbitro: | Prados García |

|                     |           |                          |
| Mendieta 74’ (rig.) | Marcatori | 20’, 50’ (rig.) Ballesta |

| Arbitro: | Carmona Méndez |

|                                    |           |                                 |
| Benítez 11’ De Lucas 19’ Posse 52’ | Marcatori | 44’ (rig.) Mendieta 89’ Sánchez |

| Arbitro: | López Nieto |

|  |           |                         |
|  | Marcatori | 83’ Magno 89’ Astudillo |

| Arbitro: | Puentes Leira |

|         |           |  |
| Oli 26’ | Marcatori |  |

| Valencia 25 settembre 1999, ore 21:00 5ª giornata | Valencia         | 0 – 0 | Real Valladolid | Mestalla\| Arbitro: \| Medina Cantalejo \| |
| Arbitro:                                          | Medina Cantalejo |       |                 |                                            |

| Arbitro: | Iturralde González |

|                    |           |                                                  |
| Morientes 46’, 64’ | Marcatori | 10’ (rig.) Mendieta 28’ Gerard 37’ Claudio Lopez |

| Arbitro: | Llonch Andreu |

|                                     |           |  |
| Ilie 30’, 52’ Farinos 68’ Óscar 89’ | Marcatori |  |

| Arbitro: | Rodríguez Santiago |

|            |           |  |
| Urzaiz 19’ | Marcatori |  |

| Arbitro: | Mejuto González |

|                              |           |  |
| Kily Gonzalez 26’ Gerard 86’ | Marcatori |  |

| Arbitro: | Daudén Ibáñez |

|           |           |                   |
| Edgar 27’ | Marcatori | 67’ Claudio Lopez |

| Arbitro: | Bueno Grimal |

|             |           |  |
| Tristán 50’ | Marcatori |  |

| Arbitro: | Pérez Lasa |

|                                       |           |            |
| Claudio Lopez 31’ Ilie 35’ Gerard 89’ | Marcatori | 44’ Zenden |

| Oviedo 28 novembre 1999, ore 16:30 13ª giornata | Real Oviedo   | 0 – 0 | Valencia | Carlos Tartiere\| Arbitro: \| Losantos Omar \| |
| Arbitro:                                        | Losantos Omar |       |          |                                                |

| Arbitro: | Turienzo Álvarez |

|                              |           |  |
| Sanchez 6’ Claudio Lopez 60’ | Marcatori |  |

| Arbitro: | Japón Sevilla |

|                 |           |                          |
| Hasselbaink 28’ | Marcatori | 16’ Mendieta 53’ Sanchez |

| Arbitro: | Puentes Leira |

|                               |           |               |
| Sanchez 13’, 81’ Mendieta 89’ | Marcatori | 69’ Cembranos |

| San Sebastián 22 dicembre 1999, ore 20:00 17ª giornata | Real Sociedad | 0 – 0 | Valencia | Anoeta\| Arbitro: \| García Aranda \| |
| Arbitro:                                               | García Aranda |       |          |                                       |

| Arbitro: | Brito Arceo |

|           |           |             |
| Gerard 6’ | Marcatori | 49’ Velasco |

| Arbitro: | López Nieto |

|                                            |           |                          |
| Juanele 25’, 67’ Milosevic 32’ Radimov 58’ | Marcatori | 23’ (rig.), 66’ Mendieta |

| Arbitro: | Esquinas Torres |

|                     |           |                     |
| Ballesta 89’ (rig.) | Marcatori | 23’ (rig.) Mendieta |

| Arbitro: | Japón Sevilla |

|                   |           |                         |
| Kily Gonzalez 29’ | Marcatori | 16’ Benitez 51’ Arteaga |

| Arbitro: | Turienzo Álvarez |

|  |           |                    |
|  | Marcatori | 70’ (rig.) Farinós |

## Statistiche

### Statistiche di squadra
| Competizione          | Punti | Totale | Totale | Totale | Totale | Totale | Totale | DR  |
| Competizione          | Punti | G      | V      | N      | P      | Gf     | Gs     | DR  |
| --------------------- | ----- | ------ | ------ | ------ | ------ | ------ | ------ | --- |
| Primera División      | 64    | 38     | 18     | 10     | 10     | 59     | 39     | +20 |
| Coppa del Re          | -     | 2      | 1      | 0      | 1      | 2      | 3      | -1  |
| UEFA Champions League | -     | 19     | 10     | 4      | 6      | 31     | 16     | +15 |
| Totale                | -     | 59     | 29     | 14     | 17     | 92     | 58     | +34 |

### Statistiche dei giocatori
| Giocatore     | Primera División | Primera División | Primera División | Primera División | Champions League | Champions League | Champions League | Champions League | Totale   | Totale | Totale      | Totale     |
| Giocatore     | Presenze         | Reti             | Ammonizioni      | Espulsioni       | Presenze         | Reti             | Ammonizioni      | Espulsioni       | Presenze | Reti   | Ammonizioni | Espulsioni |
| ------------- | ---------------- | ---------------- | ---------------- | ---------------- | ---------------- | ---------------- | ---------------- | ---------------- | -------- | ------ | ----------- | ---------- |
| Albelda       | 21               | 0                | 6                | 0                | 11               | 0                | 3                | 0                | 32       | 0      | 9           | 0          |
| Angloma       | 30               | 1                | 7                | 0                | 16               | 0                | 0                | 0                | 46       | 1      | 7           | 0          |
| Angulo        | 29               | 5                | 8                | 0                | 18               | 3                | 1                | 0                | 47       | 8      | 9           | 0          |
| Björklund     | 23               | 0                | 4                | 1                | 9                | 0                | 0                | 0                | 32       | 0      | 4           | 1          |
| Cañizares     | 23               | 0                | 2                | 0                | 13               | 0                | 2                | 0                | 36       | 0      | 4           | 0          |
| Carboni       | 28               | 1                | 5                | 3                | 15               | 0                | 3                | 0                | 43       | 1      | 8           | 3          |
| Djukić        | 33               | 0                | 4                | 0                | 16               | 1                | 2                | 0                | 49       | 1      | 6           | 0          |
| Fagiani       | 10               | 0                | 4                | 1                | 2                | 0                | 0                | 0                | 12       | 0      | 4           | 1          |
| Farinós       | 34               | 5                | 9                | 1                | 17               | 2                | 3                | 0                | 51       | 7      | 12          | 1          |
| Gerard        | 33               | 4                | 9                | 1                | 18               | 4                | 4                | 0                | 51       | 8      | 13          | 1          |
| Gerardo       | 10               | 0                | 2                | 0                | 2                | 0                | 1                | 0                | 12       | 0      | 3           | 0          |
| Ilie          | 22               | 3                | 5                | 0                | 12               | 3                | 1                | 0                | 34       | 6      | 6           | 0          |
| Kily González | 31               | 2                | 7                | 1                | 17               | 3                | 2                | 0                | 48       | 5      | 9           | 1          |
| López         | 34               | 11               | 7                | 1                | 18               | 6                | 4                | 0                | 52       | 17     | 11          | 1          |
| Mendieta      | 33               | 13               | 3                | 1                | 16               | 5                | 3                | 0                | 49       | 18     | 6           | 1          |
| Milla         | 12               | 2                | 0                | 0                | 2                | 0                | 0                | 0                | 14       | 2      | 0           | 0          |
| Òscar         | 20               | 4                | 0                | 0                | 8                | 0                | 0                | 0                | 28       | 4      | 0           | 0          |
| Palop         | 15               | 0                | 1                | 0                | 6                | 0                | 1                | 0                | 21       | 0      | 2           | 0          |
| Pellegrino    | 33               | 1                | 10               | 1                | 17               | 0                | 3                | 0                | 50       | 1      | 13          | 1          |
| Roche         | 2                | 0                | 0                | 0                | 0                | 0                | 0                | 0                | 2        | 0      | 0           | 0          |
| Sánchez       | 32               | 5                | 0                | 0                | 15               | 3                | 1                | 0                | 47       | 8      | 1           | 0          |
| Serban        | 2                | 0                | 0                | 0                | 0                | 0                | 0                | 0                | 2        | 0      | 0           | 0          |
| Soria         | 3                | 0                | 1                | 0                | 1                | 0                | 1                | 0                | 4        | 0      | 2           | 0          |
| Vlaović       | 4                | 0                | 0                | 0                | 1                | 0                | 0                | 0                | 5        | 0      | 0           | 0          |